# Terminalia novocaledonica
Terminalia novocaledonica är en tvåhjärtbladig växtart som beskrevs av Däniker. Terminalia novocaledonica ingår i släktet Terminalia och familjen Combretaceae. Inga underarter finns listade i Catalogue of Life.